# Opuntia tehuacana
Opuntia tehuacana ist eine Pflanzenart in der Gattung der Opuntien (Opuntia) aus der Familie der Kakteengewächse (Cactaceae). Das Artepitheton tehuacana verweist auf das Vorkommen der Art im Tal von Tehuacán.

## Beschreibung
Opuntia tehuacana wächst strauchig mit von der Basis verzweigenden aufsteigenden oder kriechenden Zweigen und erreicht Wuchshöhen von 40 bis 80 Zentimeter. Die grünen bis gelblich grünen, kahlen, auffällig gehöckerten, mehr oder weniger kreisrunden bis angedeutet verkehrt eiförmigen Triebabschnitte sind 20 bis 29 Zentimeter lang und 23 bis 26 Zentimeter breit. Die elliptischen 2,8 bis 4,3 Millimeter langen Areolen stehen 2,5 bis 3,5 Zentimeter voneinander entfernt und tragen 1 bis 2 Millimeter lange Glochiden. Die ein bis drei (selten bis sieben) schwach pfriemlichen, abstehenden, schwach verdrehten, weißlich grauen bis gelben Dornen vergrauen im Alter und sind 1 bis 4 Zentimeter lang.
Die rötlich gelben Blüten erreichen eine Länge von 3 bis 4,2 Zentimeter. Die verkehrt eiförmigen Früchte sind gelb und mit Glochiden besetzt. Sie sind 4,5 bis 5 Zentimeter lang und weisen Durchmesser von 2,8 bis 3 Zentimeter auf.

## Verbreitung, Systematik und Gefährdung
Opuntia tehuacana ist in den mexikanischen Bundesstaaten Oaxaca und Puebla im Tehuacán-Cuicatlán-Tal verbreitet.
Die Erstbeschreibung durch Salvador Arias Montes und Susana Gama López wurde 1997 veröffentlicht.
In der Roten Liste gefährdeter Arten der IUCN wird die Art als „Least Concern (LC)“, d. h. als nicht gefährdet geführt. Die Entwicklung der Populationen wird als stabil angesehen.

## Nachweise